# Forschungsinstitut Arbeit, Bildung, Partizipation
Das Forschungsinstitut Arbeit, Bildung, Partizipation (FIAB) war ein An-Institut der Ruhr-Universität Bochum mit Sitz Recklinghausen. Es wurde 1980 aufgrund eines 1975 geschlossenen Kooperationsvertrags zwischen der Universität und der IG Metall als  Forschungsinstitut für Arbeiterbildung gegründet und 1987 umbenannt. Gründungsdirektor war der Historiker Günter Brakelmann, stellvertretender Direktor ab 1982 der Historiker Bernd Faulenbach. Seit 2001 war der Soziologe Klaus Dörre geschäftsführender Geschäftsführer des Instituts.
Nach eigenen Angaben leistete das Institut „Grundlagenforschung zu Globalisierung, Zukunft der Arbeit, sozialer und politischer Partizipation; Forschung zur Geschichte, Theorie und Praxis der Bildung und Weiterbildung von Arbeitnehmern/Arbeitnehmerinnen; Konzeptentwicklung für und wissenschaftliche Evaluation von politischer und beruflicher Bildung/Weiterbildung; die Förderung von Kommunikation und Netzwerkbildung über Tagungen, Workshops, Publikationen und Informationsaufbereitung.“ Es umfasste die Abteilungen „Geschichte und Theorie der Arbeiterbildung/Geschichte in der Arbeiterbildung“, „Betriebliche und berufliche Arbeiterbildung“, „Gewerkschaftliche und kulturelle Arbeiterbildung“, „Frauenbildung/Geschlechterverhältnis in der Bildung“ sowie eine Bibliothek und ein Archiv. Seine Veröffentlichungen erschienen im Klartext-Verlag.
Das Institut wurde vom Land Nordrhein-Westfalen mitfinanziert. Nachdem die Regierung Jürgen Rüttgers die direkte Förderung von Forschungsinstituten durch das Land eingestellt worden war und die Universität Bochum die Finanzierung nicht allein übernommen hatte, wurde das Institut 2007 geschlossen. Seine Bibliotheksbestände wurden in die Bibliothek des Ruhrgebiets im Bochumer Haus der Geschichte des Ruhrgebiets integriert. Einige der vom FIAB veröffentlichten Arbeitspapiere können der von ehemaligen Institutsangehörigen betriebenen Website heruntergeladen werden (Stand Juli 2016).